# Voyager (album de Dave)
Pour les articles homonymes, voir Voyager.
Albums de Dave
Par pudeur
(1982) Dave
(1993)
Voyager est le neuvième album studio de Dave, sorti en 1985 chez EMI.

## Titres
1. Je viens du nord
2. Voyager
3. Dieu (Smell)
4. Le Mur
5. Elle dansait la samba
6. Et je m'endormirai heureux
7. Le Lagon bleu
8. Marie-Jo
9. K.O. debout
10. Mon regret le plus tendre (The Great Pretender)